# Вострилово
Вострилово — деревня в составе Дмитриевского сельского поселения Галичского района Костромской области России.

## География
Деревня расположена у автодороги Россолово-Галич, недалеко от главного хода Транссибирской магистрали.

## История
Согласно Спискам населённых мест Российской империи в 1872 году деревня относилась к 1 стану Галичского уезда Костромской губернии. В ней числилось 11 дворов, проживало 44 мужчины и 53 женщины.
Согласно переписи населения 1897 года в деревне проживало 134 человека (48 мужчин и 86 женщин).
Согласно Списку населённых мест Костромской губернии в 1907 году деревня относилась к Ногатинской волости, и в то же время, к Фоминской казённой волости Галичского уезда Костромской губернии. По сведениям волостного правления за 1907 год в деревне числилось 27 крестьянских дворов и 127 жителей.
До 2010 года деревня относилась к Челменскому сельскому поселению.

## Население
| 2008 | 2010 | 2012 | 2014 |
| ---- | ---- | ---- | ---- |
| 2    | ↘0   | ↗2   | →2   |